# Се Тянь
Се Тянь (кит. трад. 谢添, настоящее имя Се Хункунь; 18 июня 1914, Тяньцзинь, Китай — 13 декабря 2003, Пекин, Китай) — китайский актёр и кинорежиссёр. Один из основоположников китайского кино.

## Биография
Член КПК с 1979 года. Учился в английской коммерческой школе, рисовал афиши, писал статьи. В 1933 году начал свою сценическую деятельность. С 1935 года — в Шанхае, где в 1936 году дебютировал в кино. После 1949 года — на Пекинской киностудии. В 1955—1956 учился на режиссёрских курсах при Пекинском институте кинематографии.

## Избранная фильмография

### Актёр
- [[ год в кино|]] — В дни ясной погоды
- [[ год в кино|]] — Ночное свидание
- 1935 — Новогодняя монета
- 1937 — Уличные ангелы
- 1947 — Погоня
- 1959 — Воздушный змей / (в советском прокате «Воздушный змей с края света»)
- 1950 — Марш демократической молодёжи / Min zhu qing nian jin xing qu — профессор Сун
- 1951 — Повесть о новых героях / Xin er lu ying xiong zhuan
- 1952 — Ворота номер шесть / Liu hao men — Ма Цзиньлун
- 1959 — Лавка господина Линя / Lin jia pu zi — хозяин Линь
- 1961 — Красногвардейский отряд на озере Хунху /
- 1962 — Жизнь Лу Синя /
- 1993 — Старик и его собака / Lao ren he gou — старик Син

### Режиссёр
- 1958 — Поиски сына /
- 1961 — Красногвардейский отряд на озере Хунху /
- 1962 — Узоры на парче /
- 1979 — Сладкая профессия /
- 1980 —  / Dan xin pu
- 1982 — Чайная / Cha guan